# Ronde van Bretagne
De Ronde van Bretagne (Frans: Tour de Bretagne) is de naam van twee jaarlijks verreden meerdaagse wielerwedstrijden, een voor mannen beloften en een voor vrouwen,  gehouden in Bretagne, Frankrijk.

## Mannen
De koers voor de mannen beloften bestaat sinds 1967 en heette toen Ruban Granitier Breton. De koers valt onder de categorie 2.2 van de UCI Europe Tour.

### Meervoudige winnaars
| Overwinningen | Renner          | Jaren            |
| ------------- | --------------- | ---------------- |
| 3             | Marcel Duchemin | 1967, 1970, 1971 |

### Overwinningen per land
| Overwinningen | Land |
| ------------- | --- |
| 29            | Frankrijk |
| 5             | België, Sovjet-Unie |
| 3             | Nederland, Polen |
| 1             | Duitsland, Hongarije, Italië, Kazachstan, Noorwegen, Oostenrijk, Portugal, Rusland, Verenigd Koninkrijk, Verenigde Staten, Zuid-Afrika, Zweden, Zwitserland |

## Vrouwen
Vanaf 1987 wordt de wedstrijd ook door vrouwen verreden. De eerste jaren onder de naam Tour du Finistère, vanaf 1997 als Tour de Bretagne féminin en vanaf 2020 als Bretagne Ladies Tour. In de jaren 1990, 2002 en 2010 werd de wedstrijd niet verreden, net als in 2017. In 2009 won de Belgische Liesbet De Vocht en in 2012 de Nederlandse Anna van der Breggen.

### Erelijst
| Jaar                     | Winnaar                 | Tweede                  | Derde                    |
| ------------------------ | ----------------------- | ----------------------- | ------------------------ |
| Tour du Finistère        |                         |                         |                          |
| 1987                     | Cécile Odin             | Francoise Leprod'homme  | Agnes Loohuis-Damveld    |
| 1988                     | Catherine Marsal        | Cécile Odin             | Heidi Iratcabal          |
| 1989                     | Catherine Marsal        | Denise Kelly            | Valérie Simonnet         |
| 1990                     | Wedstrijd niet verreden | Wedstrijd niet verreden | Wedstrijd niet verreden  |
| 1991                     | Daïva Chapelienne       | Natacha Olhevskaia      | Isabelle Nicoloso-Verger |
| 1992                     | Hanka Kupfernagel       | Luzia Zberg             | Marion Clignet           |
| 1993                     | Jeannie Longo           | Marion Clignet          | Olga Sokolova            |
| 1994                     | Svetlana Boubnenkova    | Catherine Marsal        | Diana Žiliūtė            |
| 1995                     | Jeannie Longo           | Valentina Polkhanova    | Marina Prudnikova        |
| 1996                     | Marion Clignet          | Judith Arndt            | Zulfiya Zabirova         |
| Tour de Bretagne féminin |                         |                         |                          |
| 1997                     | Hanka Kupfernagel       | Rasa Polikevičiūtė      | Yvonne McGregor          |
| 1998                     | Hanka Kupfernagel       | Kathryn Watt            | Yvonne McGregor          |
| 1999                     | Judith Arndt            | Gunn-Rita Dahle         | Anne Samplonius          |
| 2000                     | Monica Valen-Valvik     | Ingunn Bollerud         | Jorunn Kvaloe            |
| 2001                     | Judith Arndt            | Arenda Grimberg         | Solrunn Flataas          |
| 2002                     | Wedstrijd niet verreden | Wedstrijd niet verreden | Wedstrijd niet verreden  |
| 2003                     | Edwige Pitel            | Magali Le Floc'h        | Kirsty Robb              |
| 2004                     | Magalie Finot-Laivier   | Daniela Fusar Poli      | Sandrine Marcuz-Moreau   |
| 2005                     | Marina Jaunatre         | Magali Le Floc'h        | Edwige Pitel             |
| 2006                     | Marina Jaunatre         | Andrea Bosman           | Alexandra Rannou         |
| 2007                     | Marina Jaunatre         | Karine Gautard          | Toni Bradshaw            |
| 2008                     | Emma Pooley             | Joanne Kiesanowski      | Lauren Franges           |
| 2009                     | Liesbet De Vocht        | Marianne Vos            | Alexandra Burchenkova    |
| 2010                     | Wedstrijd niet verreden | Wedstrijd niet verreden | Wedstrijd niet verreden  |
| 2011                     | Alexandra Burchenkova   | Karol-Ann Canuel        | Rhae-Christie Shaw       |
| 2012                     | Anna van der Breggen    | Sofie De Vuyst          | Aude Biannic             |
| 2013                     | Audrey Cordon           | Thalita de Jong         | Svetlana Boubnenkova     |
| 2014                     | Elisa Longo Borghini    | Audrey Cordon           | Doris Schweizer          |
| 2015                     | Ilaria Sanguineti       | Christine Majerus       | Tatiana Antoshina        |
| 2016                     | Arlenis Sierra          | Ann-Sophie Duyck        | Claire Rose              |
| 2017                     | Wedstrijd geannuleerd   | Wedstrijd geannuleerd   | Wedstrijd geannuleerd    |
| 2018                     | Wedstrijd niet verreden | Wedstrijd niet verreden | Wedstrijd niet verreden  |
| 2019                     | Audrey Cordon-Ragot     | Kirsten Wild            | Juliette Labous          |
| 2020                     | Wedstrijd geannuleerd   | Wedstrijd geannuleerd   | Wedstrijd geannuleerd    |
| 2021                     | Wedstrijd niet verreden | Wedstrijd niet verreden | Wedstrijd niet verreden  |
| 2022                     | Vittoria Guazzini       | Cédrine Kerbaol         | Ally Wollaston           |
| 2023                     | Grace Brown             | Coralie Demay           | Alessia Vigilia          |
| 2024                     | Grace Brown             | Alessia Vigilia         | Amber Kraak              |

### Meervoudige winnaars
| Overwinningen | Renster             | Jaren            |
| ------------- | ------------------- | ---------------- |
| 3             | Hanka Kupfernagel   | 1992, 1997, 1998 |
| 3             | Marina Jaunatre     | 2005, 2006, 2007 |
| 2             | Catherine Marsal    | 1988, 1989       |
| 2             | Jeannie Longo       | 1993, 1995       |
| 2             | Judith Arndt        | 1999, 2001       |
| 2             | Audrey Cordon-Ragot | 2013, 2019       |
| 2             | Grace Brown         | 2023, 2024       |

### Overwinningen per land
| Overwinningen | Land                                                              |
| ------------- | ----------------------------------------------------------------- |
| 13            | Frankrijk                                                         |
| 5             | Duitsland                                                         |
| 3             | Italië                                                            |
| 2             | Australië, Rusland                                                |
| 1             | België, Cuba, Litouwen, Nederland, Noorwegen, Verenigd Koninkrijk |